# Achille Valenciennes
Achille Valenciennes (9 de agosto de 1794 - 13 de abril de 1865) foi um zoologista francês.
Valenciennes nasceu em Paris, e estudou com Georges Cuvier. Os estudos de Valenciennes sobre vermes parasitários em humanos foram uma contribuição importante ao estudo da parasitologia. Ele também fez diversas classificações sistemáticas, unindo fósseis e espécies atuais. Trabalhou com Cuvier no volume 22 da Histoire naturelle des poissons (História Natural dos Peixes) (1828-1848), continuando sozinho depois que Cuvier morreu em 1832.